# Tętnica tylna mózgu

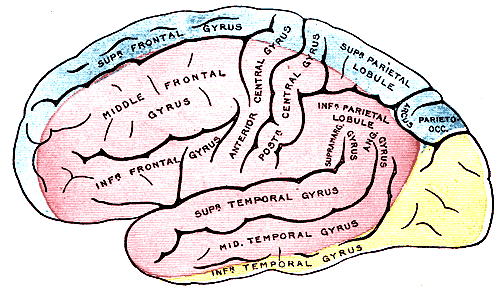
Powierzchnia zewnętrzna półkuli mózgowej z wyróżnieniem obszarów unaczynienia tętnic mózgowych (obszar unaczynienia tętnicy tylnej mózgu na żółto).

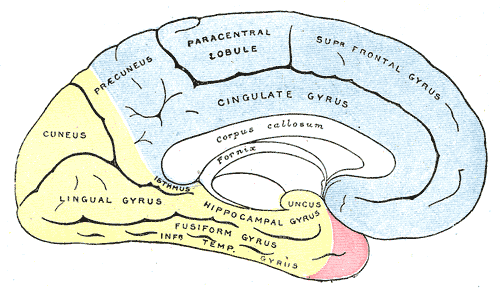
Powierzchnia przyśrodkowa półkuli mózgowej z wyróżnieniem obszarów unaczynienia tętnic mózgowych (obszar unaczynienia tętnicy tylnej mózgu na żółto).

Tętnica tylna mózgu (łac. arteria cerebri posterior) – w anatomii człowieka tętnica będąca parzystą końcową gałęzią tętnicy podstawnej.

## Przebieg
Na początkowym odcinku naczynie otacza od przodu i boku konar mózgu, następnie kieruje się ku tyłowi i w bok na dolną powierzchnię płata skroniowego i dalej na powierzchnię dolną płata potylicznego. Gałęzie końcowe biegną w bruździe ostrogowej i bruździe ciemieniowo-potylicznej przechodząc na półkule mózgu.

## Odgałęzienia
Tętnica tylna mózgu oddaje liczne odgałęzienia, które dzielą się na gałęzie naczyniówkowe, gałęzie środkowe oraz gałęzie korowe.
- gałęzie naczyniówkowe tylne – najczęściej występują dwie: gałąź boczna i przyśrodkowa, jednak ich liczba może dochodzić do czterech gałęzi.
  - gałąź naczyniówkowa tylna przyśrodkowa – od tętnicy tylnej mózgu odchodzi w jej początkowym odcinku, otacza konar mózgu biorąc udział w jego unaczynieniu, dalej biegnie w stropie komory trzeciej i dochodzi do naczyniówki komory bocznej. Unaczynia konary mózgu, pokrywę śródmózgowia, szyszynkę, wzgórze oraz sploty naczyniówkowe komory trzeciej i komór bocznych.
  - gałąź naczyniówkowa tylna boczna – zaopatruje sploty naczyniówkowe komory trzeciej i bocznej oraz częściowo wzgórze oraz jądro ogoniaste.
- gałęzie środkowe – dzieli się je na dwie grupy naczyń: grupę przyśrodkową i boczną.
  - grupa przyśrodkowa – są to tętnice odchodzące z początkowego odcinka tętnicy tylnej mózgu, wnikają do mózgowia poprzez istotę dziurkowaną tylną. Zakres unaczynienia obejmuje konary mózgu, niskowzgórze, podwzgórze. Największe odgałęzienia – tętnice wzgórzowo-dziurkowane dochodzą do wzgórza.
  - grupa boczna – jest to kilka tętnic (od 1 do 6) kolankowo-wzgórzowych. Do międzymózgowia wnikają między ciałami kolankowatymi, unaczyniają tylną część wzgórza oraz część torebki wewnętrznej.
- gałęzie korowe – są to gałęzie unaczyniające korę oraz istotę białą. Wyróżnia się gałęzie skroniowe i potyliczne.
  - gałęzie skroniowe – są to dwa lub trzy naczynia biegnące na dolnej powierzchni płata skroniowego.
  - gałęzie potyliczne – w płacie potylicznym tętnica tylna mózgu oddaje dwa końcowe odgałęzienia: tętnicę ostrogową, biegnącą w bruździe ostrogowej, oraz tętnicę ciemieniowo-potyliczną biegnącą w bruździe ciemieniowo-potylicznej.

## Odmiany anatomiczne
Odmiany głównie dotyczą jej początkowego odcinka. W 10% tętnica tylna mózgu nie odchodzi od tętnicy podstawnej a od tętnicy szyjnej wewnętrznej. Wówczas pomiędzy tętnicą tylną mózgu a tętnicą podstawną może przebiegać wąska tętnica łącząca podstawno-mózgowa tylna.

## Znaczenie kliniczne
Zakres unaczynienia nabiera szczególnego znaczenia w przypadku choroby naczyniowej jaką jest udar mózgu. Objawy kliniczne w przypadku udaru w obrębie tętnicy tylnej mózgu:
- zaburzenia w obrębie jednej tętnicy[2]:
  - niedowidzenie połowicze jednoimienne z zaoszczędzeniem widzenia centralnego lub niedowidzenie kwadrantowe. Ze względu na zaoszczędzone widzenie centralne pacjent może nie być świadomy niedowidzenia.
  - zespół Webera – jest to pniowy zespół naprzemienny z przeciwstronnym niedowładem połowiczym, tożstronnym uszkodzeniem nerwu okoruchowego (ustawienie gałki ocznej na zewnątrz i w dół).
  - zespół wzgórzowy – tzw. "udar czuciowy", objawia się bólami wzgórzowymi, przeczulicą, zaburzeniami czucia głębokiego.
- zaburzenia krążenia w obu tętnicach (zwykle mają charakter hemodynamiczny)[2]:
  - ślepota korowa – wynika z uszkodzenia kory wzrokowej.
  - zespół amnestyczny – spowodowany niedokrwieniem obu hipokampów.
  - zespół Parinauda – uszkodzenie nerwu okoruchowego, bloczkowego i pęczka podłużnego przyśrodkowego; objawia się brakiem reakcji źrenic na światło, porażenie ruchów gałek ocznych w górę i dół, przy zachowanej reakcji źrenic na zbieżność.
  - porażenie międzyjądrowe – wynika z uszkodzenia uszkodzeniem pęczka podłużnego przyśrodkowego; objawia się niemożnością przywiedzenia gałki ocznej po stronie uszkodzenia z jednoczesnym wystąpieniem oczopląsu w oku odwodzonym.